# 圣维戈尔
圣维戈尔（法語：Saint-Vigor，法語發音：[sɛ̃ viɡɔʁ]）是法国厄尔省的一个市镇，属于埃夫勒区。

## 地理
圣维戈尔（49°4'33"N, 1°15'52"E）面积6.58 平方千米，位于法国诺曼底大区厄尔省，该省份为法国北部内陆省份，北起滨海塞纳省，西接奧恩省和卡爾瓦多斯省，南至厄尔-卢瓦省，东临瓦兹省、瓦兹河谷省和伊夫林省。
与圣维戈尔接壤的市镇（或旧市镇、城区）包括：克莱瓦莱德尔、欧特伊-欧图耶、方丹苏茹伊、勒伊。

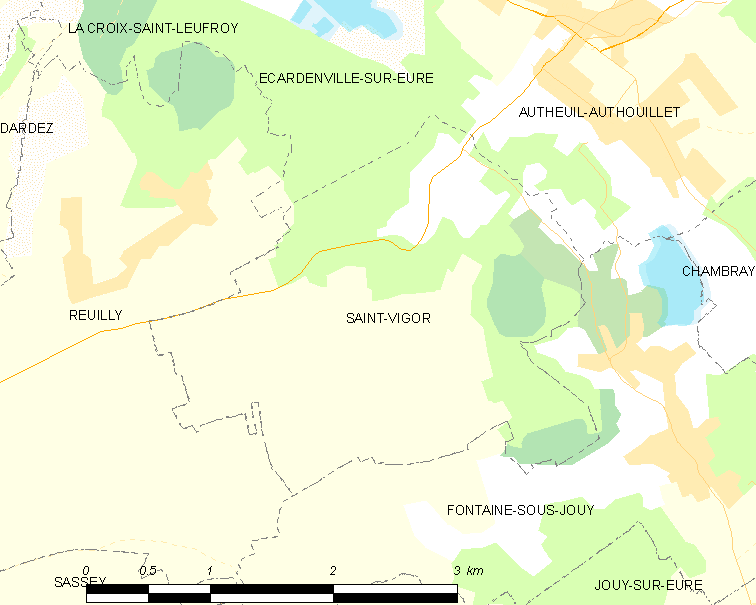
圣维戈尔的OSM定位图

圣维戈尔的时区为UTC+01:00、UTC+02:00（夏令时）。

## 行政
圣维戈尔的邮政编码为27930，INSEE市镇编码为27611。

## 政治
圣维戈尔所属的省级选区为埃夫勒第二县。

## 人口

1962-2008年间圣维戈尔人口变化图示

圣维戈尔于2022年1月1日时的人口数量为312人。